# Ivor Montagu
Ivor Montagu (Londres, 23 de abril de 1904 – Londres, 5 de novembro de 1984) foi um cineasta e mesa-tenista britânico. Em sua carreira cinematográfica, trabalhou em vários filmes como produtor, diretor, escritor e editor. No tênis de mesa, foi um dos criadores da Federação Internacional de Tênis de Mesa, da qual foi presidente durante 41 anos.